# 吉野匠
吉野 匠（よしの たくみ）は、東京都生まれの小説家。自身のサイトで連載していた『雨の日に生まれたレイン』が人気を博し、同作（『レイン』と改題）でアルファポリスから商業デビュー。ファンタジー作品を多く手掛けた。2019年2月20日にアルファポリスが公式サイトで、吉野の訃報を伝えた。

## 作品リスト

### 小説
- レイン（2005年 - 2017年 アルファポリス／2009年 - 2018年 アルファライト文庫 全15巻+外伝1巻）
- 魔王降臨！シリーズ
  - 魔王降臨！（2007年 ZIGZAG NOVELS）
  - 真・魔王降臨！（2013年 このライトノベルがすごい！文庫 全2巻）
- シンデレラの魔法が消えぬ間に（2007年 徳間ノベルズEdge）
- 三千世界の星空（2008年 - 2010年 徳間ノベルズEdge 全4巻）
- 異邦人 Lost in labyrinth（2008年 幻冬舎／2011年 幻冬舎文庫）
- 今すぐ救世主！（2009年 メガミ文庫）
- 死神少女（2009年 幻冬舎）
- 忘却の覇王 ロラン（2010年 - 2013年 ガンガンノベルズ 全7巻）
- ルナティックガール（2010年 幻冬舎）
- ロンリーハンター（2011年 幻冬舎）
- クロス・エデン（2012年 このライトノベルがすごい！文庫 全3巻）
- リバースヴァンパイア 天月村に伝わる秘密の呪法（2012年 幻冬舎／2014年 幻冬舎文庫）
- 異次元戦士デュラン ルクレール王家の守護神（2013年 幻冬舎）
- 週末領域のネメシス（2013年 このライトノベルがすごい！文庫 全2巻）
- ショウ（2014年 - 2015年 TOブックス 全6巻）
- アヴァロン42（2014年 ぽにきゃんBOOKS 全2巻）
- ユート 拉致から始まる異世界軍師（2014年 - 2015年 このライトノベルがすごい！文庫 全2巻）
- Wヒーロー（2015年 KADOKAWA 全2巻）
- この世界は僕らが設定したはずなのに!? 創造主兄妹の異世界ノート（2015年 宝島社）
- 俺と魔王令嬢の異世界婚活奮闘記（2016年 一迅社文庫）
- 魔王の後継者（2018年 ブレイブ文庫 全2巻）

### 未単行本化
- 夢で逢えたら（2009年 「中二病でGO!」ガンガンノベルズ 所収）
- ヴァンパイア・フィリア（2010年 - 2012年 「ノベルアクト」連載）